# Campionati europei di ciclismo su strada 2024 - Gara in linea maschile Under-23
La gara in linea maschile Under-23 dei Campionati europei di ciclismo su strada 2024, trentesima edizione della prova, si è disputata il 13 settembre 2024 su un percorso di 162 km, con partenza da Heusden-Zolder e arrivo ad Hasselt, in Belgio. La medaglia d'oro è andata all'olandese Huub Artz, il quale ha completato il percorso con il tempo di 3h22'34", alla media di 47,984 km/h, precedendo il tedesco Niklas Behrens e il francese Léandre Lozouet.
Sul traguardo di Hasselt 101 ciclisti, dei 147 partiti da Heusden-Zolder, hanno portato a termine la competizione.

## Squadre e corridori partecipanti
| N.    | Cod. | Squadra         |
| ----- | ---- | --------------- |
| 1-6   | DNK  | Danimarca       |
| 7-12  | BEL  | Belgio          |
| 13-18 | FRA  | Francia         |
| 19-24 | ESP  | Spagna          |
| 25-30 | ITA  | Italia          |
| 31-36 | CZE  | Repubblica Ceca |
| 37-42 | SWI  | Svizzera        |
| 43-48 | NOR  | Norvegia        |
| 49-54 | DEU  | Germania        |
| 55-57 | PRT  | Portogallo      |
| 58-63 | NLD  | Paesi Bassi     |
| 64-69 | EST  | Estonia         |
| 70-75 | SVK  | Slovacchia      |
| 76-81 | AUT  | Austria         |
| 82-87 | LUX  | Lussemburgo     |
| 88-93 | UKR  | Ucraina         |
| 94-95 | CYP  | Cipro           |
| 96-97 | LAT  | Lettonia        |

| N.      | Cod. | Squadra            |
| ------- | ---- | ------------------ |
| 98-103  | SVN  | Slovenia           |
| 104-109 | POL  | Polonia            |
| 110     | GRC  | Grecia             |
| 111-114 | SWE  | Svezia             |
| 115-120 | TUR  | Turchia            |
| 121-125 | LTU  | Lituania           |
| 126-127 | ISR  | Israele            |
| 128     | KOS  | Kosovo             |
| 129-131 | HUN  | Ungheria           |
| 132     | MKD  | Macedonia del Nord |
| 133     | BGR  | Bulgaria           |
| 134     | CRO  | Croazia            |
| 135-138 | ROM  | Romania            |
| 139     | FIN  | Finlandia          |
| 140-142 | ALB  | Albania            |
| 143-146 | ISL  | Islanda            |
| 147     | SMR  | San Marino         |

## Ordine d'arrivo (Top 10)
| Pos. | Corridore         | Squadra     | Tempo    |
| ---- | ----------------- | ----------- | -------- |
| 1    | Huub Artz         | Paesi Bassi | 3h22'34" |
| 2    | Niklas Behrens    | Germania    | s.t.     |
| 3    | Léandre Lozouet   | Francia     | a 11"    |
| 4    | Mats Wenzel       | Lussemburgo | a 33"    |
| 5    | Fabian Weiss      | Svizzera    | a 35"    |
| 6    | R. Pedersen       | Danimarca   | a 1'54"  |
| 7    | Tibor Del Grosso  | Paesi Bassi | s.t.     |
| 8    | Pierre Gautherat  | Francia     | s.t.     |
| 9    | S. De Schuyteneer | Belgio      | a 2'03"  |
| 10   | Matyáš Kopecký    | Rep. Ceca   | a 2'15"  |